# Battle Kitty
 (juillet 2022).
Si vous disposez d'ouvrages ou d'articles de référence ou si vous connaissez des sites web de qualité traitant du thème abordé ici, merci de compléter l'article en donnant les références utiles à sa vérifiabilité et en les liant à la section « Notes et références ».
Battle Kitty est une série télévisée d'animation américano-australienne, interactive en 3D, créée par Matt Layzell, développée par Matt et Paul Layzell. Il s'agit d'une adaptation de la bande dessinée The Adventures of Kitty & Orc, créée par le même auteur, Matt Layzell, publiée sur Instagram.
Les neuf épisodes furent diffusés le 19 avril 2022 sur la plateforme de streaming Netflix.

## Synopsis
L'intrigue est centrée sur le duo Kitty et Orc deux amis inséparables. Ensemble ils s'enfuient de l'île des orcs pour aller sur l'île des batailles, lieu d'affrontement où les combattants luttent entre eux pour décrocher le titre championne de l'île des batailles. Le teneur du titre actuel est Angel Royale. Kitty devra affronter grâce aux nœuds de pouvoirs fabriqués par Orc, les nombreux monstres détenteurs de clés pour avancer sur l'île des batailles, et également rivaliser avec les convoiteurs du titre de championne, notamment la fille d'Angel Royale, Zaza et son acolyte Roblain. Il se fera également aider par des alliés précieux comme Iago Coeurnoble, Bozark et Aon.
Pendant l'aventure et la diffusion de la série, le spectateur pourra interagir quand s'affichera la carte de l'île des batailles. Il peut sélectionner un endroit de l'île pour accéder à une intrigue, des intrigues courtes pouvant durer 2 à 3 minutes ou bien des intrigues longues de 22 à 54 minutes.

## Personnages
- Kitty : Le personnage principal de la série. Petite chatte jaune, mignonne, coiffée d'un nœud rose, elle exploite sa force surhumaine grâce aux nœuds de pouvoir créée par son ami Orc.
- Orc : Le meilleur ami de Kitty et deuxième personnage principal de la série. C'est un couturier styliste professionnel, sur qui Kitty peut compter pour obtenir ses nœuds de pouvoir extraordinaires. C'est également un excellent cuisinier, et un grand chanteur.
- Zaza Royale : La fille d'Angel Royale. C'est une guerrière possédant une combinaison en armure, elle a le teint cyan clair et elle reconnaissable par sa longue chevelure tressée rose semblable à la queue d'un scorpion avec son dard aiguisé. Elle n'a jamais connu sa mère, mais elle a tout fait pour devenir comme elle et surtout plus fort qu'elle. Zaza est rancunière envers sa mère qu'il l'a abandonnée à sa naissance, et c'est ce qui a poussé celle-ci à s'endurcir au plus profond d'elle même au point se forger un sentiment de supériorité pour son titre de princesse et a se montrer arrogante.
- Roblain (Merchin en VO): Le serviteur de Zaza Royale. Il a été conçu pour être le majordome de celle-ci et son protecteur depuis la naissance de la princesse. Sa personnalité est aussi équivalente que celle de Zaza car il peut se mettre à prendre les gens de haut quand Zaza se moque d'eux.
- Angel Royale : Guerrière et teneuse du titre de championne de l'île des batailles c'est que tout le monde pense. La vérité est qu'Angel est celle qui est allée le plus loin sur l'île, en atteignant les ruines anciennes. Sous sa forme fantôme, elle vient souvent en aide à Kitty pour l'aider à avancer sur l'île. Il s'avère que bien plus tard elle est la véritable antigoniste de la série.
- Roi Orc : Père d'Orc et souverain de l'île des orc il est machiavélique. Il désapprouve beaucoup les activités de son fils Orc, préférant la couture qu'au armes. Il poursuit son fils et Kitty qui se sont évadé de son château pour aller les suivre sur l'île des batailles. Il se révéla comme étant le père biologique de Zaza Royale, et informe son fils Orc, que celle-ci est sa sœur.
- Iago Coeurnoble : Un grand guerrier beau et blond que Kitty rencontre sur l'île des batailles. Il est très souple et ne remarque pas que pendant toute l'aventure qu'Orc éprouve un petit penchant pour lui. Mais lorsque Orc lui avoue il accepte de sortir avec lui.
- Aon : Une cyborg femme, que Kitty rencontre sur l'île des batailles.
- Bozark : Un guerrier de l'île des batailles que rencontre Kitty. Il est colossal et très musclé, vêtu d'une armure de barbare, il combat généralement avec une hache faucheuse. Il a également une grand-mère qu'il appelle Mamizark.

## Distribution

### Voix originales
- Matt Layzell : Kitty
- Gideon Adlon : ZaZa Royale
- Baker Terry : Orc
- Grey Griffin : Angel Royale
- Thurop Van Orman : Monstre des Souvenirs
- Robbie Daymond : Iago Fineheart
- Daniele Gaither : Aon
- Amanda McCann : Big Lady Jane

### Voix françaises
- Taric Mehani : Kitty
- Jérémy Prévost : Orc
- Alice Taurand : Zaza Royale
- Audrey Sourdive : Angel Royale
- Michel Vigné : le roi Orc
- Lucas Bléger : Roblain
- Elise Vigné : Me
- Xavier Béja : Grave Monster
- Yoann Sover : Iago Coeurnoble
- Ingrid Donnadieu : Jeanne la Potelée
- Charles Borg : Monstre Container
- Samuel Soulié : Monstre des Souvenirs
- Juliette Poissonnier : la reine Pirate
- Nicolas Dangoise : Squelette

 Source et légende : version française (VF) sur RS Doublage

## Épisodes
1. Le Rivage des combattants (Warrior Beach)
2. Le Parc des Valeureux (Warrior Park)
3. La Montagne Glacée (Mount Spicy Ice)
4. La Forêt des jeux de hasard (Cashino Woods)
5. La Cité Fluo (Neon Cove)
6. Les Dunes acides (Acidic Dunes)
7. Les Bois hantés numériques (Dark Web Woods)
8. Le Port dans le ciel (Sky Co. Docks)
9. Les Ruines anciennes (Ancient Ruins)

## Production
La série a été annoncée par Netflix en mars 2019.

## Accueil critique
Bien que “Battle Kitty”, qui a fait ses débuts en 2022, ait recueilli des critiques positives, les personnages s’habillent en tenue de bondage et sont obsédés par les mégots et le twerk au point que c’est inapproprié pour les jeunes enfants, disent certains parents.
Rosalia Rivera, fondatrice de Consent Parenting, un site visant à aider les parents à protéger leurs enfants contre les abus sexuels, a déclaré qu’elle était horrifiée lorsqu’elle a commencé à regarder “Battle Kitty” après que ses enfants l’aient mis. Elle veut que le spectacle soit annulé[réf. nécessaire].